# 裂瓣穗状报春
裂瓣穗状报春（学名：Primula aerinantha）为报春花科报春花属下的一个种。

## 扩展阅读
維基物種上的相關：裂瓣穗状报春